# Bistum Mykonos
Das Bistum Mykonos (lat.: Dioecesis Myconensis) war eine in Griechenland gelegene römisch-katholische Diözese mit Sitz auf der Insel Mykonos. 

## Geschichte
Das Bistum Mykonos wurde im Jahre 1400 errichtet. Am 3. Juni 1919 wurde das Bistum Mykonos durch Papst Benedikt XV. mit der Päpstlichen Bulle Quae rei sacrae aufgelöst und das Territorium wurde dem Erzbistum Naxos angegliedert.
Das Bistum Mykonos war dem Erzbistum Naxos als Suffraganbistum unterstellt.

## Bischöfe von Mykonos
- Giovanni Marango, 1866–1875, dann Erzbischof von Athen
- Giovanni Privilegio, 1905–1915
- Matteo Vido, 1915–1919, dann Erzbischof von Naxos, Andros, Tinos und Mykonos